# Elm de Negau

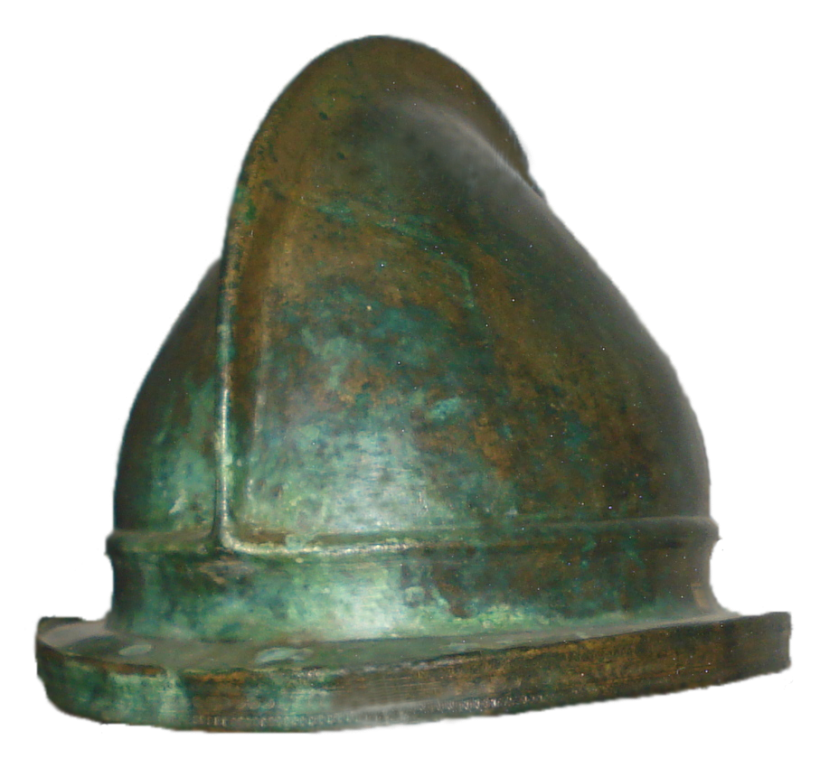
Elm de Negau de Daone. Museu de Santa Julia, Brescia.

Els elms de Negau són 28 elms de bronze, dels quals se'n conserven 23, que foren trobats el 1811 en un jaciment a Zenjak, prop de Negau, actualment Negova, Eslovènia. Els elms tenen la forma típica etrusca vetulonica, algunes vegades descrita com tipus Negau . Estan datats al voltant del 400 aC encara que van ser sepultats després de la invasió romana de la zona (50 aC).
Cascos com els de Negau eren usats pels sacerdots en l'època del dipòsit d'aquests cascos en Zenjak, el que fa pensar que van ser enterrats per raons cerimonials. La vila de Zenjak i el seu jaciment van ser de gran interès per als arqueòlegs de l'època nazi pel que va ser breument reanomenada com a Harigast durant la Segona Guerra Mundial. El jaciment no ha estat excavat de forma científica.

## Inscripcions

### Negau B
A l'elm de Negau B hi ha una inscripció en alfabet etrusc. La inscripció no sembla tan antiga com el casc i podria datar-se al voltant del segle ii. Invertint el sentit de les lletres, ja que en l'original estan de dreta a esquerra, la inscripció diu:
Que es transcriu com: harikastiteiva ip 
S'han fet moltes interpretacions de la inscripció en el passat però la més recent estableix que es llegiria «Harigast el sacerdot» (de * teiwaz "déu"), com l'altre casc inscrit en el mateix lloc que fa uns quants noms (principalment celtes) seguits de títols religiosos.
En qualsevol cas, la lectura del nom germànic Harigast és pràcticament universalment acceptat. Per això en el passat es va pensar que la inscripció seria una forma arcaica d'alfabet rúnic, però actualment es considera que la inscripció és etrusca i que és anterior a l'aparició de l'alfabet rúnic. La paraula Harigast constitueix potser la primera variació cap al futur idioma germànic registrada.
Gustav Must interpretar la inscripció de la forma Hariχas Titeiva , com un nom personal rètic, amb la prima part Hariχas d'arrel indoeuropea (més venètica que germànica) i la segona Titeiva purament etrusca.

### Negau A

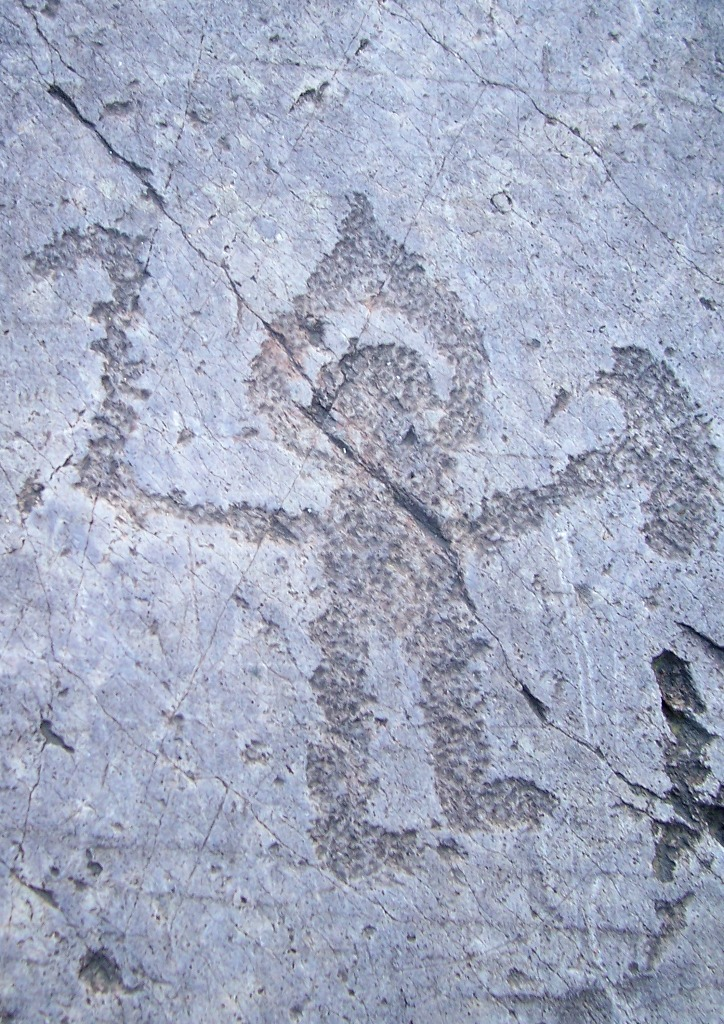
Petròglif d'un home armat amb un casc de la mateixa manera que els de Negau. Seradina di CEMM - Roca 12, Val Camon.

Les quatre inscripcions d'elm de Negau A s'interpreten com: «Dubni banuabi» (de Dubna el mata-porcs), «sirago turbines » (sacerdot astral de la tropa), « Iars'e esvii » (Iarsus el diví) i «Kerup» probablement l'abreviació d'un nom celta com Cerubogios .